# Зибер, Фердинанд
Фердинанд Зибер (нем. Ferdinand Sieber; 1822, Вена — 1895) — немецкий певец, композитор, вокальный педагог и музыкальный критик.

## Биография
Преподавал вокал в Берлине и Дрездене, следуя итальянской традиции.
Автор нескольких учебников пения, из которых особенной популярностью пользовался «Катехизис певческого искусства» (нем. Katechismus der Gesangskunst; первое издание 1862), многочисленных вокализов и сольфеджио. Написал также ряд песен и кантат. Под редакцией Зибера публиковались вокальные партии многих итальянских опер, в 1887 году он выпустил сборник итальянских песен и арий XVIII—XIX веков «Бель канто» (итал. Il bel canto), расцениваемый как своего рода «противоядие» против декламационной манеры немецких певцов вагнеровской эпохи. Выступал как музыкальный критик.
В 1861 году он был удостоен Золотой медали наук и искусств Великого герцогства Мекленбург-Шверинского.
Фердинанд Зибер умер 19 февраля 1895 года в Берлине.